# 九里回族乡
九里回族乡是中华人民共和国湖北省荆门市钟祥市下辖的一个民族乡。

## 行政区划
九里回族乡下辖以下村级行政区划单位：
肖店社区、官庭畈村、杨桥村、黄庵村、王岭村、三岔河村、赵庙村、边畈村和李家台村。

## 文物
郢靖王朱栋墓位于三岔河村四组的皇城湾。从20世纪90年代，郢靖王墓先后数次遭盗。2005年11月，文物考古部门开始对郢靖王墓主体墓室进行抢救性发掘，至2006年1月结束。